# Hrabstwo Appomattox

Piramida wieku hrabstwa

Hrabstwo Appomattox – hrabstwo w USA, w stanie Wirginia, według spisu z 2000 roku liczba ludności wynosiła 13 705. Siedzibą hrabstwa jest Appomattox

## Geografia
Według spisu hrabstwo zajmuje powierzchnię 864 km², z czego 861 km² stanowią lądy, a 3 km² – wody.

### Miejscowości
- Appomattox
- Pamplin City